# Pietro Pulli
Pietro Pulli   (Nàpols, 1710 - 1759) sobre les circumstàncies de la vida de Pulli no se sap gaire, ja que va treballar com a mestre de capella a Nàpols i Mòdena.
En la primera meitat del segle xviii, gaudí d'una certa reputació, encara que avui resta completament oblidat. Va compondre òperes amb llibrets en dialecte napolità, incloent Lo castiello sacchejato com pasticcio juntament amb Michele De Falco i Leonardo da Vinci, i la cantata de circumstancies Le nozze del piaceses e dell'allegria, estrenada a Mòdena el 1740.
A més va compondre les òperes següents: 
- Arsace
- La Zitelle de lo Vommaro, 1731
- Cajo Marzio Coriolano, 1741[2]
- Il Carnevale e la pazzia, 1739-40
- Il Demetrio, 1749
- La Marina de Chiaja, 1734
- Vologeso, re de 'Parti, 1741
- Zenobia, 1748
- L'olimpiade, 1751